# Vághosszúfalu
Vághosszúfalu (szlovákul Dlhá nad Váhom) falu Szlovákiában, a Nyitrai kerületben, a Vágsellyei járásban. Közigazgatási területe 9,1 km².

## Fekvése
A mátyusföldi község a Kisalföldön, Vágsellyétől 3 km-re északra, a Vág bal partján fekszik, Vágvecse és Sopornya szomszédságában.

## Élővilága

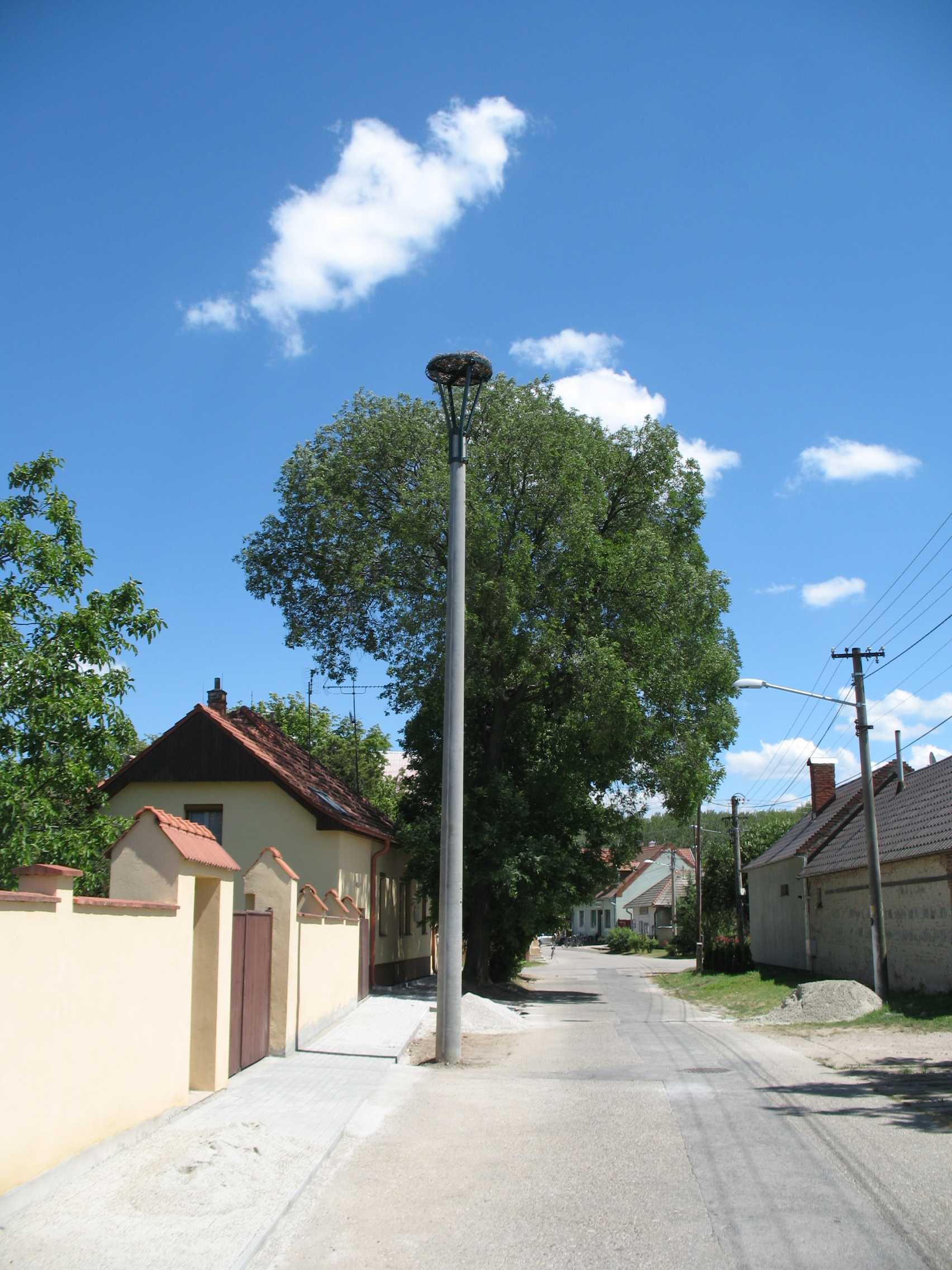

2014-től található a faluban egy gólyafészek-alátét. Fészkelésről nincs adat.

## Története
A község területén a korai bronzkorban a nagyrévi kultúra települése állt, a római korban barbár település állt itt.
Vághosszúfalut 1113-ban a zoborhegyi bencés apátság birtokainak határleírásában "villa Zumboe et altera villa Zumboe" néven említik először. 1252-ben "Chumboy", 1518-ban "Hozzufalw" alakban szerepel a korabeli forrásokban. Régi magyar neve "Csombaj" volt, mely a szláv eredetű "Czembey" személynév származéka lehetne, ez azonban nem kellőképpen bizonyítható.
A 15. századtól Znió várának tartozéka. 1548 és 1563 között a Révay családé, ezután az egri püspökségé, majd 1568 és 1776 között a vágsellyei jezsuiták birtoka volt. Lakói mezőgazdasággal, molnármesterséggel foglalkoztak. 1876-ban a Vág völgyi településeket is árvíz sújtotta, e falu is károkat szenvedett.
Vályi András szerint "HOSSZÚFALU. Elegyes falu Nyitra Várm. földes Ura a’ Tudományi Kintstár, lakosai katolikusok, fekszik Vetse, és Sellye mellett a’ Nyitrai járásban, határja középszerű, tulajdonságai hasonlók Királyfalváéhoz."
A lakosság vagy az elöljárók nevében kiadott leveleket a falu pecsétjével hitelesítették. Hosszúfalu legrégibb pecsétnyomója 1733-ból származik. E pecsét képét ekevas és csoroszlya alkotja. A 18. századból még további két pecsétnyomót ismerünk. Pecsétképünk – némi grafikai eltéréstől eltekintve – azonosak a legrégebbivel, ami a falu mezőgazdasági jellegét szimbolizálja. A pecsétkép változtatására 1802-ben került sor. A mezőgazdasági szimbólumot ekkor a helyi római katolikus templom védőszentjét ábrázoló pecsétkép: a Szentháromság váltja fel. A pecsét körirata: Hoszufolua 1802 men. A falu ezt a pecsétnyomót a múlt század derekáig használta annak ellenére, hogy ez csaknem azonos volt az egyházközség pecsétjével. Ez utóbbi körirata azonban : Sigill. Ecc. Hoszufalensis 1837.
Nyitra vármegye monográfiája szerint "Hosszúfalu, magyar falu a Vág bal partján, 1001 r. kath. vallásu lakossal. Postája Vág-Vecse, táviró- és vasúti állomása Tornócz. Kath. temploma 1800-ban épült. Kegyura a séllyei m. kir. közalapitvány. E község 1518-ban a turóczi prépostság birtoka volt."
1862-ben a Nyitrán rendezett jótékonysági színi előadásból a helyi tűzkárosultakat is támogatták. A trianoni békeszerződésig Nyitra vármegye Vágsellyei járásához tartozott. 1938 és 1945 között újra Magyarország része volt.
A lakosság főleg mezőgazdasággal, állattenyésztéssel és halászattal foglalkozik és foglalkozott a történelem során. A falu két részből áll: a Sorból és a Falu részből. A 'Vághosszúfalu' nevet az egyik hosszú utcájáról kapta, ami régen szinte az egész falut képezte.
Testvérfalunak számít a Vág másik oldalán fekvő Vágkirályfa. A két falu lakossága sokszor keveredett, ettől függetlenül mindkét falu lakosságában elterjedtek vicces, gyalázó szólások a szomszédról. Például: 'Királyfárú még a macska se jó!'.
A falu újságja a Rikkancs.

## Népessége
| Év:            | 1994. | 2004.   | 2014.   | 2024.   |
| -------------- | ----- | ------- | ------- | ------- |
| Emberek száma: | 878   | 906     | 864     | 925     |
| Eltérés:       |       | +3,18 % | -4,63 % | +7,06 % |

| Év:            | 2023. | 2024.   |
| -------------- | ----- | ------- |
| Emberek száma: | 928   | 925     |
| Eltérés:       |       | -0,32 % |

1880-ban 888 lakosából 807 magyar és 23 szlovák anyanyelvű volt.
1890-ben 1001 lakosából 970 magyar és 18 szlovák anyanyelvű volt.
1900-ban 950 lakosából 912 magyar és 27 szlovák anyanyelvű volt.
1910-ben 949 lakosából 927 magyar és 22 szlovák anyanyelvű volt.
1921-ben 937 lakosából 883 magyar, 37 csehszlovák, 14 zsidó és 3 állampolgárság nélküli volt. Ebből 920 római katolikus, 14 izraelita és 3 evangélikus vallású volt.
1930-ban 1055 lakosából 903 magyar, 135 csehszlovák, 12 zsidó, 1-1 német és egyéb és 3 állampolgárság nélküli volt.
1941-ben 1020 lakosából 1016 magyar és 2 szlovák volt.
1970-ben 1036 lakosából 807 magyar és 221 szlovák volt.
1980-ban 929 lakosából 743 magyar és 178 szlovák volt.
1991-ben 844 lakosából 662 magyar és 173 szlovák volt.
2001-ben 895 lakosából 640 magyar és 239 szlovák volt.
2011-ben 865 lakosából 513 magyar, 335 szlovák, 7 cseh, 2 német, 1 egyéb és 7 ismeretlen nemzetiségű volt a faluban.
2021-ben 913 lakosából 466 (+22) magyar, 416 (+15) szlovák, 2 ruszin, 12 (+3) egyéb és 17 ismeretlen nemzetiségű volt.

## Néprajza
Manga János is gyűjtött népdalokat a faluból.

## Nevezetességei
- A Szentháromság tiszteletére szentelt római katolikus temploma 1800-ban épült klasszicista stílusban.

## Neves személyek
- Itt született 1951. január 29-én Mészáros Attila vegyész, asztrofizikus, csillagász
- Itt született 1870. július 21-én Izsóf Alajos
- Itt élt Tóth Károly (1959-2016) szlovákiai magyar irodalomkritikus, tudományszervező, szerkesztő, politikus, a Fórum Kisebbségkutató Intézet igazgatója.
- Itt tanított Simunek Béla (1898-1964) igazgató-tanító.
- Itt szolgált Fehér Damáz (1913-1998) komáromi bencés gimnáziumi tanár.

## Galéria
- A templom bejárata
- A templom belseje
- Pieta
- Missziós kereszt 1934, 1939, 1941
- Háborús emlékmű, 1972-es névsorral
- Kereszt a főút mellett 1819-ből, 1956-ban felújítva
- Kereszt a templom bejáratánál
- Mária a Kisjézussal 1884-ből
- Szentháromság szobor 1885-ből
- Nepomuki Szent János szobor 1890-ből
- Szent Flórián szobor 1826-ból
- Kopjafa 1996 szabadságharcosok emlékére
- Temetői kereszt 1867
- Temetői kereszt
- Régi sírkövek
- Sírkő
- Sírkő

## Külső hivatkozások
- Hivatalos oldal
- E-obce.sk Archiválva 2009. június 17-i dátummal a Wayback Machine-ben
- Községinfó
- Vághosszúfalu Szlovákia térképén